# ويسغة (مقاطعة إسلام آباد غرب)
ويسغة (بالفارسية: ویسگه) هي قرية تقع في كرمانشاه في إيران. يقدر عدد سكانها بـ 132 نسمة بحسب إحصاء 2016.